# Survivor: All-Stars
Survivor: All-Stars foi a oitava temporada do reality show americano Survivor. As gravações da temporada ocorreram nos últimos meses de 2003 e sua estreia na TV americana se deu em 1 de fevereiro de 2004 após o Super Bowl XXXVIII.
Os competidores ficaram isolados no arquipélago das Ilhas Pérola no Panamá, mesma localidade utilizada nas gravações da temporada anterior, Survivor: Pearl Islands.  A vencedora da temporada foi Amber Brkich, que derrotou Rob “Boston Rob” Mariano por 4-3 votos na final, ao vivo, apresentada em 4 de maio de 2004. Neste mesmo episódio foi anunciada uma surpresa para os participantes que consistia na disputa de mais um prêmio de 1 milhão de dólares e envolvia a participação dos telespectadores. O público votaria por telefone ou internet no seu participante favorito e no programa transmitido ao vivo em 13 de maio de 2004, conhecido como America´s Tribal Council, foi revelado que Rupert Boneham foi o grande vencedor deste segundo prêmio.
Em 14 de setembro de 2004 a temporada foi lançada em DVD. O tema de abertura é uma mistura de elementos e efeitos sonoros utilizados nas sete temporadas anteriores.

## Participantes
- Alicia Calaway - 35 anos - Nova Iorque, Nova Iorque
- Amber Brkich - 25 anos - Beaver, PA
- Colby Donaldson - 29 anos - Los Angeles, Califórnia
- Ethan Zohn - 30 anos - Nova Iorque, Nova Iorque
- Jenna Lewis - 26 anos - Burbank, Califórnia
- Jenna Morasca - 22 anos - Bridgeville, PA
- Jerri Manthey - 33 anos - Los Angeles, Califórnia
- Kathy Vavrick O´Brien - 49 anos - Burlington, VT
- Lex van de Berghe - 40 anos - Santa Cruz, Califórnia
- Richard Hatch - 42 anos - Middletown, RI
- Rob Cesternino - 25 anos - Plainview, Nova Iorque
- Rob Mariano - 27 anos - Canton, MA
- Rudy Boesch - 75 anos – Virginia Beach, VA
- Rupert Boneham - 39 anos - Indianapolis, Indiana
- Shii Ann Huang - 29 anos - Nova Iorque, Nova Iorque
- Susan "Sue" Hawk - 42 anos - Las Vegas, NE
- Tina Wesson - 42 anos - Knoxville,TN
- Tom Buchanan - 48 anos - Williamsburg, KY

### Aparições futuras
Logo após a participação em Survivor: All-Stars, Rob Mariano participou do reality show The Amazing Race 7, formando dupla com o sua, então, namorada Amber Brkich. A dupla terminou em 2º lugar. Rob e Amber, agora casados, retornaram na décima-primeira temporada da franquia The Amazing Race terminando, desta vez, na 8ª posição.
Em 2010, Rob Mariano, Rupert Boneham, Colby Donaldson e Jerri Manthey retornaram para a vigésima temporada do programa, intitulada Survivor: Heroes vs. Villains. Pelo jogo honrado, íntegro e corajoso Colby e Rupert começaram o jogo integrando a tribo dos heróis, enquanto que Jerri e Rob Mariano por seu jogo agressivo e enganações começaram na tribo rival, dos vilões. Rob foi o primeiro a ser eliminado, terminando na 13ª colocação. Todos os demais avançaram até a fase de fusão tribal, com Rupert terminando na 6º colocação, sendo eliminado no dia 36. Colby, o último membro da tribo dos heróis que restava, foi eliminado na sequência, terminando na 5ª colocação e Jerri foi votada para fora da tribo no último Conselho Tribal de eliminação, se tornando o nono e último membro do júri da temporada e terminando na 4ª colocação. No Conselho Tribal Final, Jerri votou em Parvati Shallow e Colby e Rupert votaram em Sandra Diaz-Twine que foi a vencedora desta temporada.
Em 2011 Rob Mariano retornou para sua quarta chance de competir no programa. Nesta temporada Rob sagrou-se vencedor e conquistou o prêmio de um milhão de dólares.
Em 2013, Rupert Boneham e Tina Wesson retornaram na vigésima-sétima temporada do programa, Survivor: Blood vs. Water, onde competiram juntamente com um familiar. Rupert participou com sua esposa Laura Boneham e Tina com sua filha, Katie Collins. Após Laura ser votada para fora de sua tribo no dia 1, Rupert aceitou a possibilidade de trocar de lugar com ela e foi enviado para a Ilha da Redenção, onde se tornou o primeiro eliminado no dia 4 após perder um duelo. Tina foi votada para sair no dia 24, mas não foi eliminada imediatamente, ela foi enviada para a Ilha da Redenção onde venceu todos os duelos que competiu e conseguiu retornar ao jogo no dia 36. Entretanto, acabou sendo novamente eliminada no dia 38, terminando na 4ª colocação e se tornando o oitavo e último membro do júri. No Conselho Tribal Final, Tina votou em Tyson Apostol que ganhou a competição.

## Progresso dos Participantes
| Participante                           | Tribo Original | Tribo Absorvida | Tribo Misturada | Tribo Pós-Fusão | Colocação Final                        | Total de Votos |
| -------------------------------------- | -------------- | --------------- | --------------- | --------------- | -------------------------------------- | -------------- |
| Tina Wesson The Australian Outback     | Saboga         |                 |                 |                 | 1ª Eliminada Dia 3                     | 4              |
| Rudy Boesch Borneo                     | Saboga         |                 |                 |                 | 2º Eliminado Dia 6                     | 3              |
| Jenna Morasca The Amazon               | Mogo Mogo      |                 |                 |                 | Desistente Dia 9                       | 0              |
| Rob Cesternino The Amazon              | Chapera        |                 |                 |                 | 3º Eliminado Dia 12                    | 5              |
| Richard Hatch Borneo                   | Mogo Mogo      | Mogo Mogo       |                 |                 | 4º Eliminado Dia 15                    | 6              |
| Susan "Sue" Hawk Borneo                | Chapera        | Chapera         |                 |                 | Desistente Dia 16                      | 0              |
| Colby Donaldson The Australian Outback | Mogo Mogo      | Mogo Mogo       |                 |                 | 5º Eliminado Dia 19                    | 4              |
| Ethan Zohn Africa                      | Saboga         | Mogo Mogo       |                 |                 | 6º Eliminado Dia 21                    | 6              |
| Jerri Manthey The Australian Outback   | Saboga         | Mogo Mogo       | Chapera         |                 | 7ª Eliminada Dia 24                    | 7              |
| Lex van den Berghe Africa              | Mogo Mogo      | Mogo Mogo       | Chapera         | Chaboga Mogo    | 8º Eliminado 1º Membro do Júri Dia 27  | 7              |
| Kathy Vavrick-O'Brien Marquesas        | Mogo Mogo      | Mogo Mogo       | Chapera         | Chaboga Mogo    | 9ª Eliminada 2º Membro do Júri Dia 28  | 6              |
| Alicia Calaway The Australian Outback  | Chapera        | Chapera         | Mogo Mogo       | Chaboga Mogo    | 10ª Eliminada 3º Membro do Júri Dia 30 | 7              |
| Shii Ann Huang Thailand                | Mogo Mogo      | Mogo Mogo       | Chapera         | Chaboga Mogo    | 11ª Eliminada 4º Membro do Júri Dia 33 | 5              |
| Tom Buchanan Africa                    | Chapera        | Chapera         | Mogo Mogo       | Chaboga Mogo    | 12º Eliminado 5º Membro do Júri Dia 36 | 4              |
| Rupert Boneham Pearl Islands           | Saboga         | Chapera         | Mogo Mogo       | Chaboga Mogo    | 13º Eliminado 6º Membro do Júri Dia 37 | 4              |
| Jenna Lewis Borneo                     | Saboga         | Chapera         | Mogo Mogo       | Chaboga Mogo    | 14ª Eliminada 7º Membro do Júri Dia 38 | 4              |
| Rob Mariano Marquesas                  | Chapera        | Chapera         | Mogo Mogo       | Chaboga Mogo    | 2º Colocado                            | 1              |
| Amber Brkich The Australian Outback    | Chapera        | Chapera         | Chapera         | Chaboga Mogo    | Última Sobrevivente                    | 6              |

O Total de Votos é o número de votos que o competidor recebeu durante os Conselhos Tribais onde ele era elegível para ser eliminado do jogo. Não inclui os votos recebidos durante o Conselho Tribal Final

## Episódios
| N° no geral | N° na temporada | Título (em português)                                                                 | Competidor(es) Eliminado(s)* | Audiência (em milhões) | Data de transmissão original |  |
| --- | --------------- | ------------------------------------------------------------------------------------- | ---------------------------- | ---------------------- | ---------------------------- |  |
| 104 | 01              | They're Back! (Eles Voltaram!)                                                        | Tina                         | 33,27                  | 1 de fevereiro de 2004       |  |
| Os dezoito participantes chegam nas Ilhas Pérola, Panamá, já divididos em três tribos de seis, Chapera (Alicia, Amber, Rob C, Rob M, Tom, Sue), usando vermelho, Mogo Mogo (Jenna M, Kathy, Lex, Colby, Richard, Shii Ann) usando verde, e Saboga (Tina, Ethan, Rudy, Jenna L, Jerri, Rupert), usando amarelo. Ambas tribos receberam apenas seus cantis de água e um facão. Quando Chapera aterrissou em sua praia, eles encontraram um poço com a água totalmente contaminada, então, a tribo decidiu focar no acampamento, diferentemente de Mogo Mogo, ontes todos tentaram fazer alianças uns com os outros, mas no fim, eles concordaram que ninguém confiava em ninguém e decidiram fazer o abrigo. Em Saboga, Jerri disse que se sentia desconfortável por estar numa tribo com uma pessoa que ela não gostava, Tina, já que as duas não se deram bem em The Australian Outback e Jenna L decide ter como alvo os dois ex-vencedores, Tina e Ethan. Na tribo vermelha, Rob formou uma aliança com Amber, e Rupert com Rudy em Saboga. - Desafio de imunidade: Os competidores começarão em plataformas flutuantes e deverão mergulhar para recuperar uma jangada no fundo do oceano. Depois, devem transportar a jangada até a praia, passar e acender tochas pelo caminho. As duas primeiras tribos a acender suas tochas e levar a jangada para a praia ganham imunidade. Este desafio foi baseado no primeiro desafio da primeira temporada. No desafio, Richard decide ficar nu. Logo no ínicio, Chapera abre uma grande vantagem, e Saboga muito atrás, devido a um descuido de Rupert ao mergulhar para soltar a jangada, sendo que ela já estava solta. Mesmo feito uma grande recuperação, Saboga perdeu para Mogo Mogo, que chegou em segundo e para Chapera que ficou em primeiro. De volta ao acampamento, Jenna L e Jerri e Ethan e Tina tentaram convencer Rudy e Rupert para votarem com eles. A dupla das meninas argumentou que os outros dois já haviam vencido uma vez no passado. Ethan tentou convencê-los de que seria um bom movimento estratégico manter um vencedor por perto para garantir uma vitória nas 2 finais. No conselho tribal, Ethan e Tina votaram em Jenna, mas o resto da tribo votou em Tina, fazendo ela a primeira pessoa votada fora do jogo. |                 |                                                                                       |                              |                        |                              |  |
| 105 | 02              | Panicked, Desperate, Thirsty as Hell (Em pânico, desesperado, sedento como o inferno) | Rudy                         | 23,07                  | 5 de fevereiro de 2004       |  |
| |                 |                                                                                       |                              |                        |                              |  |
| 106 | 03              | Shark Attack                                                                          | Jenna M. (Desistência)       | 22,35                  | 12 de fevereiro de 2004      |  |
| |                 |                                                                                       |                              |                        |                              |  |
| 107 | 04              | Wipe Out!                                                                             | Rob C.                       | 22,80                  | 19 de fevereiro de 2004      |  |
| |                 |                                                                                       |                              |                        |                              |  |
| 108 | 05              | I've Been Bamboozled!                                                                 | Richard                      | 22,19                  | 26 de fevereiro de 2004      |  |
| |                 |                                                                                       |                              |                        |                              |  |
| 109 | 06              | Outraged                                                                              | Sue (Desistência)            | 23,22                  | 4 de março de 2004           |  |
| |                 |                                                                                       |                              |                        |                              |  |
| 110 | 07              | Sorry...I Blew It                                                                     | Colby                        | 22,63                  | 11 de março de 2004          |  |
| |                 |                                                                                       |                              |                        |                              |  |
| 111 | 08              | Pick A Tribemate                                                                      | Ethan                        | 21,89                  | 17 de março de 2004          |  |
| |                 |                                                                                       |                              |                        |                              |  |
| 112 | 09              | A Closer Look (All Star Redux)                                                        | Não houve eliminado          |                        | 24 de março de 2004          |  |
| |                 |                                                                                       |                              |                        |                              |  |
| 113 | 10              | Mad Scramble and Broken Hearts                                                        | Jerri                        | 21,69                  | 1 de abril de 2004           |  |
| |                 |                                                                                       |                              |                        |                              |  |
| 114 | 11              | Anger, Tears and Chaos                                                                | Lex                          | 20,76                  | 8 de abril de 2004           |  |
| |                 |                                                                                       |                              |                        |                              |  |
| 115 | 12              | A Thoughtful Gesture or a Deceptive Plan                                              | Kathy                        | 20,78                  | 15 de abril de 2004          |  |
| |                 |                                                                                       |                              |                        |                              |  |
| 116 | 13              | Stupid People, Stupid, Stupid People                                                  | Alicia                       | 20,99                  | 22 de abril de 2004          |  |
| |                 |                                                                                       |                              |                        |                              |  |
| 117 | 14              | A Chapera Surprise                                                                    | Shii Ann                     | 20,78                  | 29 de abril de 2004          |  |
| |                 |                                                                                       |                              |                        |                              |  |
| 118 | 15              | The Instigator                                                                        | Tom                          | 19,21                  | 6 de maio de 2004            |  |
| |                 |                                                                                       |                              |                        |                              |  |
| 119 | 16              | The Sole Surviving All-Star                                                           | Rupert Jenna L.              | 24,76                  | 9 de maio de 2004            |  |
| |                 |                                                                                       |                              |                        |                              |  |
| 120 | 17              | The Reunion (A Reunião)                                                               | Amber2 Rob C.2               | 28,36                  | 9 de maio de 2004            |  |
| |                 |                                                                                       |                              |                        |                              |  |

↑2 O nome grafado em vermelho indica que o competidor foi o vencedor da temporada e, portanto, não foi eliminado. O nome grafado em verde  indica que o competidor foi o segundo colocado e, portanto, também não foi eliminado.

## Histórico de Votação
|              |              |              |              | Tribos Originais | Tribos Originais | Tribos Originais | Tribos Originais | Tribos Absorvidas | Tribos Absorvidas | Tribos Absorvidas | Tribos Absorvidas | Tribos Misturadas | Tribo Pós-Fusão | Tribo Pós-Fusão | Tribo Pós-Fusão | Tribo Pós-Fusão | Tribo Pós-Fusão | Tribo Pós-Fusão | Tribo Pós-Fusão | Tribo Pós-Fusão |
| Episódio #   | Episódio #   | Episódio #   | Episódio #   | 1                | 2                | 3                | 4                | 5                 | 6                 | 7                 | 8                 | 10                | 11              | 12              | 13              | 14              | 15              | 16              | 16              |                 |
| ------------ | ------------ | ------------ | ------------ | ---------------- | ---------------- | ---------------- | ---------------- | ----------------- | ----------------- | ----------------- | ----------------- | ----------------- | --------------- | --------------- | --------------- | --------------- | --------------- | --------------- | --------------- | --------------- |
| Dia #        | Dia #        | Dia #        | Dia #        | 3                | 6                | 9                | 12               | 15                | 17                | 19                | 21                | 24                | 27              | 28              | 30              | 33              | 36              | 37              | 38              |                 |
| Eliminado(a) | Eliminado(a) | Eliminado(a) | Eliminado(a) | Tina             | Rudy             | Jenna M.         | Rob C.           | Richard           | Sue               | Colby             | Ethan             | Jerri             | Lex             | Kathy           | Alicia          | Shii Ann        | Tom             | Rupert          | Jenna L.        |                 |
| Votos        | Votos        | Votos        | Votos        | 4–2              | 3–2              | Sem votos        | 5–1              | 6–1               | Sem votos         | 3–2               | 4–1               | 4–1               | 7–2             | 6–2             | 6–1             | 5–1             | 4–1             | 3–1             | 1–0             |                 |
|              |              |              |              |                  |                  |                  |                  |                   |                   |                   |                   |                   |                 |                 |                 |                 |                 |                 |                 |                 |
| Competidor   | Competidor   | Competidor   | Competidor   | Voto             | Voto             | Voto             | Voto             | Voto              | Voto              | Voto              | Voto              | Voto              | Voto            | Voto            | Voto            | Voto            | Voto            | Voto            | Voto            |                 |
|              |              |              | Amber        |                  |                  |                  | Rob C.           |                   |                   |                   |                   | Jerri             | Lex             | Kathy           | Alicia          | Shii Ann        | Tom             | Rupert          |                 |                 |
|              |              |              | Rob M.       |                  |                  |                  | Rob C.           |                   |                   |                   |                   |                   | Lex             | Kathy           | Alicia          | Shii Ann        | Tom             | Rupert          | Jenna L.        |                 |
|              |              |              | Jenna L.     | Tina             | Rudy             |                  |                  |                   |                   |                   |                   |                   | Lex             | Kathy           | Alicia          | Shii Ann        | Tom             | Rupert          |                 |                 |
|              |              |              | Rupert       | Tina             | Ethan            |                  |                  |                   |                   |                   |                   |                   | Lex             | Kathy           | Alicia          | Shii Ann        | Tom             | Rob             |                 |                 |
|              |              |              | Tom          |                  |                  |                  | Rob C.           |                   |                   |                   |                   |                   | Lex             | Kathy           | Alicia          | Shii Ann        | Jenna L.        |                 |                 |                 |
|              |              |              | Shii Ann     |                  |                  |                  |                  | Richard           |                   | Colby             | Ethan             | Jerri             | Lex             | Amber           | Alicia          | Amber           |                 |                 |                 |                 |
|              |              |              | Alicia       |                  |                  |                  | Rob C.           |                   |                   |                   |                   |                   | Lex             | Kathy           | Rupert          |                 |                 |                 |                 |                 |
|              |              |              | Kathy        |                  |                  |                  |                  | Richard           |                   | Não votou         | Ethan             | Jerri             | Amber           | Amber           |                 |                 |                 |                 |                 |                 |
|              |              |              | Lex          |                  |                  |                  |                  | Richard           |                   | Colby             | Ethan             | Jerri             | Amber           |                 |                 |                 |                 |                 |                 |                 |
|              |              | Jerri        | Jerri        | Tina             | Rudy             |                  |                  | Richard           |                   | Colby             | Ethan             | Amber             |                 |                 |                 |                 |                 |                 |                 |                 |
|              | Ethan        | Ethan        | Ethan        | Jenna L.         | Rudy             |                  |                  | Richard           |                   | Jerri             | Jerri             |                   |                 |                 |                 |                 |                 |                 |                 |                 |
|              | Colby        | Colby        | Colby        |                  |                  |                  |                  | Richard           |                   | Jerri             |                   |                   |                 |                 |                 |                 |                 |                 |                 |                 |
|              | Sue          | Sue          | Sue          |                  |                  |                  | Rob C.           |                   |                   |                   |                   |                   |                 |                 |                 |                 |                 |                 |                 |                 |
|              | Richard      | Richard      | Richard      |                  |                  |                  |                  | Colby             |                   |                   |                   |                   |                 |                 |                 |                 |                 |                 |                 |                 |
| Rob C.       | Rob C.       | Rob C.       | Rob C.       |                  |                  |                  | Alicia           |                   |                   |                   |                   |                   |                 |                 |                 |                 |                 |                 |                 |                 |
| Jenna M.     |              |              |              |                  |                  |                  |                  |                   |                   |                   |                   |                   |                 |                 |                 |                 |                 |                 |                 |                 |
| Rudy         | Rudy         | Rudy         | Rudy         | Tina             | Ethan            |                  |                  |                   |                   |                   |                   |                   |                 |                 |                 |                 |                 |                 |                 |                 |
| Tina         | Tina         | Tina         | Tina         | Jenna L.         |                  |                  |                  |                   |                   |                   |                   |                   |                 |                 |                 |                 |                 |                 |                 |                 |

| Voto do Júri | Voto do Júri | Voto do Júri |
| Episódio#    | 15           | 15           |
| ------------ | ------------ | ------------ |
| Dia #        | 39           | 39           |
| Finalista    | Rob M.       | Amber        |
| Votos        | 4-3          | 4-3          |
|              |              |              |
| Júri         | Voto         | Voto         |
| Jenna L.     | Rob M.       |              |
| Rupert       | Rob M.       |              |
| Tom          |              | Amber        |
| Shii Ann     |              | Amber        |
| Alicia       |              | Amber        |
| Kathy        | Rob M.       |              |
| Lex          |              | Amber        |

1. ↑  Jenna M. desistiu do jogo.
2. ↑  Sue desistiu do jogo.
3. ↑  Kathy foi "sequestrada" pela tribo adversária, desta forma, eximindo-a da participação no Conselho Tribal de sua tribo.